# Saldatura a vibrazione
La saldatura a vibrazione è un metodo di saldatura che ha vaste aree di interesse industriale nella produzione di serie.
È una tecnica perfettamente appropriata per una larga gamma di materiali termoplastici spesso considerati difficili da unire quali PP, Poliammidi caricate e non e si presta anche all'unione di materiali simili ma eterogenei tra di loro come ABS e PMMA.
L'unione di materiali termoplastici con l'utilizzo della saldatura a vibrazione, avviene per fusione delle superfici a contatto. Il metodo di saldatura è a frizione per cui non vi è apporto di calore dall'esterno ma questo proviene dalla dissipazione dell'energia prodotta per attrito. L'aumento della temperatura locale necessario al processo è ottenuto con sfregamento che fonde i lembi opportunamente predisposti dei due pezzi da saldare. Gli stessi, nella fase di raffreddamento sotto pressione, rimangono saldati. Sul pezzo sottoposto a movimento, viene applicata una pressione di spinta in modo da mantenere in contatto le parti da unire durante il processo di saldatura. 
Questa tecnologia è adatta alla saldatura di materiali termoplastici con sagome complesse o costituite da materiali particolari e rappresenta una valida alternativa ed in certi casi, è più vantaggiosa della saldatura a ultrasuoni. Il principale vantaggio è il considerevole risparmio di tempo rispetto all'uso di adesivi o di sistemi a caldo.
Il motore elettrico, comandato da apposito azionamento, fornisce il moto di rotazione principale. Attraverso la tastiera  di programmazione, è possibile impostare la frequenza e di conseguenza, il numero di giri.
L'albero di rotazione, viene supportato da cuscinetti ed è realizzato con geometria particolare che permette di trasformare il moto rotatorio, in modo vibratorio. Su questo albero, è presente una cava con un tassello riportato ed avvitato. Le dimensioni della cava sono fisse, mentre quelle del tassello, sono variabili e determinano l'ampiezza di vibrazione.
Esistono diverse tipologie di saldatrici a vibrazione, e sono caratterizzate dal movimento generato:
- saldatrici a vibrazione lineare, dove la parte mobile è collegata al basamento tramite molle simili a barre. Il movimento viene generato da due elettromagneti;
- saldatrici a vibrazione orbitale, simile come concetto al movimento lineare ma con tre elettromagneti, quindi con un falso motore;
- saldatrici a vibrazione circolare, dove il movimento è ottenuto da un motore elettrico e con rotazione di un albero con possibilità di generare una eccentricità e quindi un moto vibratorio.

A causa del movimento generato, si hanno rendimenti del tutto differenti. Nella saldatura a vibrazione lineare, esistono zone in cui la velocità è nulla, in corrispondenza della inversione della direzione del moto lineare. L'energia sviluppata è massima quando la velocità è nulla e nulla quando la velocità è massima.
Nella saldatura a vibrazione orbitale, il rendimento del sistema è certamente più elevato. La velocità tangenziale ha un andamento più costante per cui l'andamento sinusoidale del sistema è meno accentuato.
Nella saldatura a vibrazione circolare, l'andamento è costante. Il movimento, senza cambi di direzione, permette di trasmettere l'energia di fusione in modo costante.
L'energia non è soggetta a fluttuazioni e di conseguenza si ottiene una fusione del materiale rapida e uniforme sulla superficie di contatto tra le parti. 